# Andrea Krætzmer
Andrea Marie Krætzmer, født Møller (15. marts 1811 i Slagelse – 25. januar 1889 i København) var en dansk balletdanserinde.
Den lille Andrea Møller udmærkede sig allerede som balletbarn ved opvakthed og gode anlæg og tildrog sig første gang publikums opmærksomhed, da hun sammen med sin jævnaldrende ved balletten Johanne Luise Pätges 23. januar 1824 udførte hovedpartierne i Vincenzo Galeottis ballet Bjærgbøndernes Børn og Spejlet. Hendes egentlige virksomhed begynder med teatersæsonen 1829-30, da August Bournonville debuterede som balletmester, og i de første år fejrer han næppe en eneste triumf, uden at hun har sin berettigede part i den. Hun begynder 1. september 1829 som Therese i Gratiernes Hyldning og spiller allerede 20 dage senere titelrollen i Søvngængersken, der med ét slag gør hende til ballettens primadonna (udnævnt til solodanserinde 1830). Den danske ballet har haft mange kræfter, der i koreografisk kunstfærdighed ragede langt op over Andrea Krætzmer. – 1829 havde hun ægtet kapelmusikus (oboist) Jens Christian Frederik Krætzmer –, men yderst få have kunnet måle sig med hende som mimisk kunstnerinde. I så henseende understøttedes hendes medfødte evner af et udmærket udvortes: en smuk, ikke alt for høj figur og ualmindelig ædle ansigtstræk, over hvilke der var udbredt et ganske eget skær af renhed og uskyld, hvortil kom en ganske usædvanlig ynde og elegance i hver bevægelse. Med rette blev hun derfor publikums afgud. Hun skyldte Bournonvilles instruktion meget, men til gengæld stod den unge balletmester i stor gæld til hende for den måde, hvorpå hun løste de opgaver, han stillede hende. Hendes kunstnerbane syntes så lys, men skulle desværre alt for tidlig afbrydes, og var hun måske selv ikke helt uden skyld deri, fór man på den anden side ganske sikkert frem imod hende med en utilladelig hårdhed og vilkårlighed.
Forpint i 1831 dels af familiesorger og dels af sygdom bad hun teaterchefen, kammerherre Frederik Conrad von Holstein, om fritagelse for at gøre tjeneste, hvad Holstein anså for en chikane, hvorfor han dikterede hende straf i Blåtårn. I 31 dage sad kunstnerinden arresteret i den samme fangecelle, hvori man senere gav morderen Ole Kollerød plads, indtil et alvorsord fra Frederik VI bragte hende på fri fod. Denne hensynsløse medfart var årsagen til, at den berygtede Blåtårnsstraf for teaterpersonalet blev afskaffet. Kort efter at være kommet ud af fængslet fejrede Andrea Krætzmer en af sine smukkeste triumfer, som Margarethe i balletten Faust, og alt gik nogenlunde godt, indtil hun sidst i 1834 på ny kom i kollision med teatrets styrelse. Hun bad om udsættelse med nogle balletprøver, og under påvirkning af Bournonville afskedigede da Holstein hende 28. marts 1835 af teatrets tjeneste uden pension. Hun betrådte brædderne sidste gang 17. november 1834 som Therese i Søvngængersken, og hermed var hendes karriere afsluttet, thi at hun i september og oktober 1845 fik lov til som gæst at udføre sine to glansroller i Søvngængersken og Faust, førte ikke til noget nyt engagement af den fejrede kunstnerinde. Hendes vigtigste balletroller var foruden de allerede nævnte: 1829 Lise i Soldat og Bonde, 1830 Virginie i Paul og Virginie, 1831 Zefyr i Zefyr og Flora, Lise i Victors Bryllup, 1832 grevinde Vittoria i Karnevalet i Venedig, 1833 Louison i Veteranen, baronessen i Fanden er løs, Giulietta i Romeo og Giulietta, Zoloë i Brama og Bajaderen.
Hun er begravet på Vestre Kirkegård.
Der findes et portrætmaleri af Edvard Lehmann af Krætzmer i Paul og Virginie fra 1835 (Teatermuseet i Hofteatret). Tegning af samme af Krætzer i Faust (sammesteds). Daguerreotypi. Fotografier.

## Ekstern henvisning
- Andrea Krætzmer i Dansk Kvindebiografisk Leksikon på Lex.dk, tidl. Kvinfo.dk

- Wikimedia Commons har flere filer relateret til Andrea Krætzmer